# 作戦スーパーボウル
作戦スーパーボウル（さくせんスーパーボウル）は、全国の小学生が考えたフラッグフットボールの作戦によるコンクール大会である。当初は「作戦コンクール」だったが2014年度から副題として作戦スーパーボウルが付された。

## 概要
作戦コンクールは、公益財団法人日本フラッグフットボール協会が主催し、運動の得意な子だけでなく苦手な子でも、スポーツで表彰される機会を創出し、将来にわたる運動への愛着を育むことを目的として2010年から開催されている。2014年度は1万以上の応募があった。
2021年度は、新型コロナウイルスの流行により例年通りに授業が実施されていない学校があることなどを考慮して休止された。

## 特長
- 全国どこの小学校でも学校授業を通じて参加できる。
- 児童の応募作品はすべて審査結果つけて返却される。
- 応募者全員に参加賞が贈られる。
- 優秀な作戦をつくった児童には、表彰状とボールが贈られる。
- 優勝校、準優勝校にて表彰式が実施され、クラス全員分の記念ユニフォーム等が贈られる。
- 大阪府、兵庫県の小学校限定で、甲子園ボウルにて表彰式が行われる「甲子園ボウル特別賞」が一校選出される。

## 審査
一次審査は応募用紙に記入された作戦（作戦名、作戦図、作戦の説明）を審査する。一次審査を通過した優秀な作戦には表彰状とボールが寄贈される。最終審査は映像化された作戦を審査する。

## 応募資格
小学校1年生から6年生

## 歴代優勝校
| 開催年度         | 開催年度         | 作戦名                                        | 学校名                         | 学年 | 応募総数 |
| ---------------- | ---------------- | --------------------------------------------- | ------------------------------ | ---- | -------- |
| 第1回（2010年）  | 第1回（2010年）  | スピードこん乱作戦                            | 鳥取県東伯郡三朝町立西小学校   | 5    | 60       |
| 第2回（2011年）  | 同時優勝         | バナナーズクロス                              | 大阪府豊中市立庄内小学校       | 4    | 1,261    |
| 第2回（2011年）  | 同時優勝         | ゆだんはきんもつ!!作戦                        | 高知県黒潮町立入野小学校       | 6    | 1,261    |
| 第3回（2012年）  | 第3回（2012年）  | 右、左、右作戦                                | 群馬県高崎市立東小学校         | 5    | 1,027    |
| 第4回（2013年）  | 第4回（2013年）  | おびきよせ大作戦                              | 宮城県大崎市立長岡小学校       | 5    | 1,440    |
| 第5回（2014年）  | 第5回（2014年）  | フリ・フリ・ロング作戦                        | 三重県鳥羽市立安楽島小学校     | 6    | 10,105   |
| 第6回（2015年）  | 中学年の部       | 投げるフリしてバイバイ作戦                    | 滋賀県竜王町立竜王小学校       | 4    | 10,721   |
| 第6回（2015年）  | 高学年の部       | トリプルだまし作戦                            | 愛知県名古屋市立桶狭間小学校   | 6    | 10,721   |
| 第7回（2016年）  | 中学年の部       | 走って、だまして、レッツゴー!!                | 富山県高岡市立下関小学校       | 4    | 11,376   |
| 第7回（2016年）  | 高学年の部       | Hi-U作戦!!                                    | 愛知県名古屋市立桶狭間小学校   | 5    | 11,376   |
| 第8回（2017年）  | 中学年の部       | たつまき大作戦                                | 福岡県糟屋郡宇美町立桜原小学校 | 4    | 2,889    |
| 第8回（2017年）  | 高学年の部       | トゥルース ハリケーン                         | 茨城県神栖市立波崎西小学校     | 5    | 2,889    |
| 第9回（2018年）  | 中学年の部       | 右・左ブロック作戦                            | 福岡県糟屋郡宇美町立桜原小学校 | 3    | 1,370    |
| 第9回（2018年）  | 高学年の部       | Dolphin Whirlpool                             | 茨城県日立市立成沢小学校       | 6    | 1,370    |
| 第10回（2019年） | 第10回（2019年） | 引きつけられる作戦 気をとらせこっそりパス作戦 | 長崎県長崎市立高城台小学校     | 4    | 713      |
| 第11回（2020年） | 第11回（2020年） | ウォール＆ランさくせん                        | 兵庫県姫路市立広畑小学校       | 4    | 215      |